# Lyn St. James
Evelyn Gene Cornwall, (nacida en  Willoughby, Ohio) es una piloto de automovilismo, empresaria y conferencista estadounidense, conocida oomo Lyn St. James.
Se graduó en negocios en la Andrews School for Girls en Ohio, es también profesora de piano por el St. Louis Institute of Music.
Comipitió en la serie CART y la IndyCar Series para los equipos: Zunne Group Racing, Team Scandia, Hemelgarn Racing y Dick Simon Racing. 
En 1992 fue la primera mujer en ganar el Indianapolis 500 Rookie of The Year. Ella también tiene dos victorias en las 24 Horas de Daytona, y 1 victoria en las 12 Horas de Sebring.  Ella ha competido en carreras de resistencia en Europa, incluyendo las 24 Horas de Le Mans y las 24 Horas de Nürburgring en 1979, resultando su equipo el ganador.
Activa desde 1996 al 2001, año en el que se retira del automovilismo.
En 1994 crea una proyecto para promover el papel de las mujeres en el automovilismo, llamado Women in the Winner’s Circle.